# Подоляночка
«Подоляночка» — гра-веснянка, яку виконують дівчата.

## Проведення гри
Дівчата утворюють коло на площі серед села, біля церкви, на лузі чи в іншому відповідному місці, беруться за руки, в коло входить одна дівчина у вінку з квітів. Коло починає рухатись, співають дуже тихо, тихо, вкінці — голосно. Дівчина, що в середині, робить рухи, відповідно до співу.

## Символи
Коло — символізує Сонце, дівчина — Весну-Землю.

## Походження
Видова назва «Подолянки» для весняних пісень вживається на Малому Поліссі, на теренах Сокальщини та Бродівщини. Першою піснею, яку виводили навесні, була ігрова веснянка «Подоляночка».
Від першої отримували назву всі пісні, які виконували в рамках одного календарного циклу. На Західному Поліссі «Подолянки» відомі не як загальна назва, а конкретна. Виявлено три варіанти ігрової пісні «Подоляночки». Відрізняються вони закінченням. Зміст відмінностей дуже глибокий і зводиться до одного. Це не різні варіанти продовження, а різні частини колись єдиного тексту.

## Текст гри
Десь тут була подоляночка,

Десь тут була молодесенька.

Тут вона сіла, тут вона впала,

До землі припала,

Сім літ не вмивалась,

Бо води не мала.

Ой устань, устань, подоляночко,

Ой устань, устань, молодесенька,

Вмий своє личко, личко біленьке.

Біжи до Дунаю,

Бери молоденьку.

Бери ту, що скраю.

## Етимологія назви
Назва постала внаслідок перекручення через утрату семантики основного персонажа пісні. Персонаж зображений у вигляді божества забирав дівчину у віддяку за подану воду, первинно називався водолляночкою. Про існування такого уявлення населення часів енеоліту, свідчать виявлені керамічні жіночі фігурки з великою чашею на голові.[первинне джерело]
Тематично-календарну групу весняних пісень називають подолянками на Малому Поліссі — Сокальщині. В цій місцевості ця назва серед старшого покоління заміняла відому й поширену — веснянка уживається з нею в парі. Ця назва весняних пісень збереглася дотепер.

## Варіанти веснянки
Побутування «Подоляночки» на території Західного Полісся виказує наявність текстових варіантів. В Личинах в окрузі Каменя Каширського пробудження супроводжувалось вмиванням, в Мельниках поблизу Шацька Подоляночці пропонували підв'язати панчохи та поскакати: Промей собі очки, Подвяжи панчошки, Возьмеся у бочки, Поскачи у скочки.
В Мельниках поблизу Щацька відбулася профанація тексту. В кінці пісні сміються над Подоляночкою: Де ж ти була, не вичерала, З'їла вула ще й барана, П'ятдесят поросят, штири качечки?
Текст приточений із іншої ігрової веснянки, яка забута та доімпровізований хлопцями як знущання з дівочої забави. В кожному разі такий існує і має всі підстави вважатися ще одним варіантом.